# Alton Priors
Alton Priors – wieś w Anglii, w Wiltshire, w dystrykcie (unitary authority) Wiltshire, w civil parish Alton. Leży 25,9 km od miasta Trowbridge, 32,5 km od miasta Salisbury i 123 km od Londynu. W 1931 roku civil parish liczyła 172 mieszkańców. Alton Priors jest wspomniana w Domesday Book (1086) jako Awltone.